# Khavāş Kūh
Khavāş Kūh (persiska: خَواص كوه, خاص كوه, خَس كوهی) är en ort i Iran.   Den ligger i provinsen Yazd, i den centrala delen av landet, 400 km sydost om huvudstaden Teheran. Khavāş Kūh ligger 1 971 meter över havet och antalet invånare är 1 971.
Terrängen runt Khavāş Kūh är huvudsakligen lite bergig. Khavāş Kūh ligger uppe på en höjd.Runt Khavāş Kūh är det mycket glesbefolkat, med 3 invånare per kvadratkilometer. Khavāş Kūh är det största samhället i trakten. Trakten runt Khavāş Kūh är ofruktbar med lite eller ingen växtlighet.